# DSB MY
MY – duńska lokomotywa spalinowa produkowana w latach 1954-1965 dla kolei duńskich przez szwedzkie zakłady Nohab. Stanowiła adaptację  typu Nohab AA16. Wyprodukowano 64 spalinowozy. Spalinowozy były pomalowane na kolor bordowy. Lokomotywy zostały wyprodukowano do prowadzenia pociągów towarowych oraz pasażerskich na niezelektryfikowanych liniach kolejowych. Cztery lokomotywy zostały zachowane jako zabytkowe eksponaty.
Po zakończeniu eksploatacji przez koleje duńskie, 10 lokomotyw zostało sprzedane do prywatnych przedsiębiorstw kolejowych w Niemczech.